# Заболотский-Платонов, Василий Иванович
Василий Иванович Заболотский-Платонов (Платонов; 1790, сельцо Хомяковка, Переславский уезд, Владимирская губерния — 1856, Москва) — протопресвитер Успенского собора Московского Кремля и член Московской синодальной конторы.

## Биография
Родился в 1789 году в семье приходского священника в сельце Хомяковка поблизости от Переславля-Залесского. В 1799—1809 годах учился в духовной семинарии в Троице-Сергиевой лавре (Троицкой лаврской семинарии).
После окончания обучения, остался работать в штате семинарии «информатором» (младшим преподавателем) «по классу латинского и французского языков». Приступив к работе в 1810 году, в январе 1812 года стал учителем низшего класса, а в сентябре 1813 года — высшего.
В феврале 1815 года Заболотский-Платонов был рукоположён во священники и назначен сперва в московскую церковь Никиты Великомученика в Старых Толмачах в Замоскворечье, а затем практически сразу же был переведен в Церковь Троицы Живоначальной в Полях в Китай-городе. Одновременно с этим, вплоть до 1819 года, состоял учителем Московского Заиконоспасского уездного духовного училища, располагавшегося в близлежащем монастыре. В те же годы активно занимался общественной деятельностью: в частности, в 1825—37 годах был членом Московского попечительства о бедных духовного звания, а с 1829 года — председателем Московского попечительного о тюрьмах комитета.
В мае 1831 года был возведен в сан протоиерея, после чего назначен служить в дворцовом Верхоспасском соборе и благочинным придворных церквей в Кремле. В 1831—37 годах был членом Духовной консистории, в начале 1838 года стал благочинным всех московских придворных церквей, а весной 1840 года — протопресвитером кремлевского Успенского собора и членом Московской синодальной конторы. Обе эти должности занимал 16 лет.
Как представитель белого духовенства, был женат. Супругу звали Александра Яковлевна (1796—1848).
Скончался 11 апреля 1856 года в Москве и был похоронен рядом с супругой в некрополе московского Донского монастыря (на Старом Донском кладбище).